# バトシン
バトシン（Batushing、1995年8月5日 - ）は、日本の男性モデル、歌手。音楽グループ・元XOXのメンバー。
三重県出身。LEXINGTON所属。

## 人物
父親が日本人、母親がスペイン系フィリピン人。美容系の専門学校に通うために上京し、2014年より雑誌『street Jack』にて専属モデルを務める。
とまん、志村禎雄ら読者モデルで結成された音楽グループXOX（キスハグキス）で、2015年12月9日にソニー・ミュージックアソシエイテッドレコーズよりシングル「XXX」でメジャーデビュー。2016年、雑誌『Popteen』が選ぶ「神7」モデルのひとりに選ばれる。2016年11月に2014年から在籍した演劇ユニット・劇団番町ボーイズ☆のメンバーを卒業した。

## 出演

### テレビドラマ
- 原宿ドラゴン（2015年4月 - 12月、TOKYO MX）[6]

### 舞台
- MY DOOR 〜熱〜（2015年） - 和泉志音 役[7]
- HOME 〜魔女とブリキの勇者たち〜（2015年） - 佐々木悠 役

### ミュージック・ビデオ
- 加藤ミリヤ「FUTURE LOVER-未来恋人-」（2016年）[8]

## 書籍
- B to the ATU to SING（2016年8月26日 -）

### 雑誌
- street Jack（2014年 - 、KKベストセラーズ） - 専属モデル
- Popteen（2016年 - 、角川春樹事務所） - メンズモデル[5]